# Lori e George Schappell
Lori e George Schappell (West Reading, 18 de setembro de 1961 – Filadélfia, 7 de abril de 2024) foram gêmeos xifópagos unicefálicos interligados pela testa.
Eles estão unidos pela lateral da cabeça, com os rostos virados em direções opostas. Lori nasceu fisicamente capaz, mas seu irmão tem um problema na espinha que lhe dificulta a mobilidade. Por não poder andar, ele se senta em um banquinho com rodas e Lori o empurra.
Em 1997, George Schappel, que então se chamava Reba Schappell, ganhou o prêmio Best New Country Artist no festival L.A. Music Award.
George declarou que, embora lhe tivesse sido atribuído o sexo feminino ao nascer, ele se identificava como homem trans e, por isso, mudou seu nome para George, em 2007.
Os gêmeos faleceram no Hospital da Universidade da Pensilvânia, na Filadélfia, aos sessenta e dois anos. A causa não foi revelada.

## Mídia
Lori e George apareceram nos seguintes programas ou artigos:
- 1993: The Maury Povich Show
- 1996: Jerry Springer
- 1997: The Unexplained :"The Twin Connection", como Lori e Dori
- 1998: The Howard Stern Radio Show
- 1998: Howard Stern
- 1998: A&E documentário Face to Face: The Schappell Twins[6]
- 2000: The Learning Channel documentary Separate Lives
- 2002: The Jerry Springer Show; George anunciado como Reba Schappell[7]
- 2004: Programa de televisão americano Nip/Tuck, no episódiom, "Rose and Raven Rosenberg"; Raven foi interpretado por George (anunciado como Reba) Schappell; Rose foi interpretada por Lori Schappell
- 2002: Howard Stern
- 2005: Documentário televisivo: Medical Incredible. A documentary on Discovery Health Channel.
- 2005: Documentário televisivo: Extraordinary People: Joined at the Head; George was billed as Dori Schappell
- 2007: O reality show grego Aksizei na to deis (Worth Seeing – Αξιζει να το δεις)
- 2007: O filme de comédia romântica X's & O's
- 2007: Documentário televisivo Inside Extraordinary Humans: Science of Conjoined Twins